# Emil Magnusson (byggmästare)
Anders Emil Magnusson, född 25 augusti 1862 i Grava socken, död 24 september 1933 i Stockholm, var en svensk byggmästare och kommunalpolitiker.
Emil Magnusson var son till lantbrukaren Magnus Eriksson. Han utexaminerades från Tekniska skolan i Stockholm 1884, varefter han praktiserade i byggnadsfacket och 1891 etablerade egen byggnadsfirma i Stockholm, som han ledde till sin död. Han uppförde bland annat Konstakademiens hus och Nya Elementarskolan i Stockholm. För Riksdagshuset i Stockholm var han huvudentreprenör, och av Riksbanken anlitades han för uppförande av dess byggnader i Tumba. Livligt intresserad av organisationsfrågor var Magnusson 1903–1906 ordförande i Sveriges hantverksorganisation, 1904–1906 i Stockholms byggmästareförening samt 1904–1912 i Centrala arbetsgivareförbundet. Magnusson, som var verksam inom Stockholms högerorganisation, tillhörde 1906–1931 stadsfullmäktige.